# Älgön

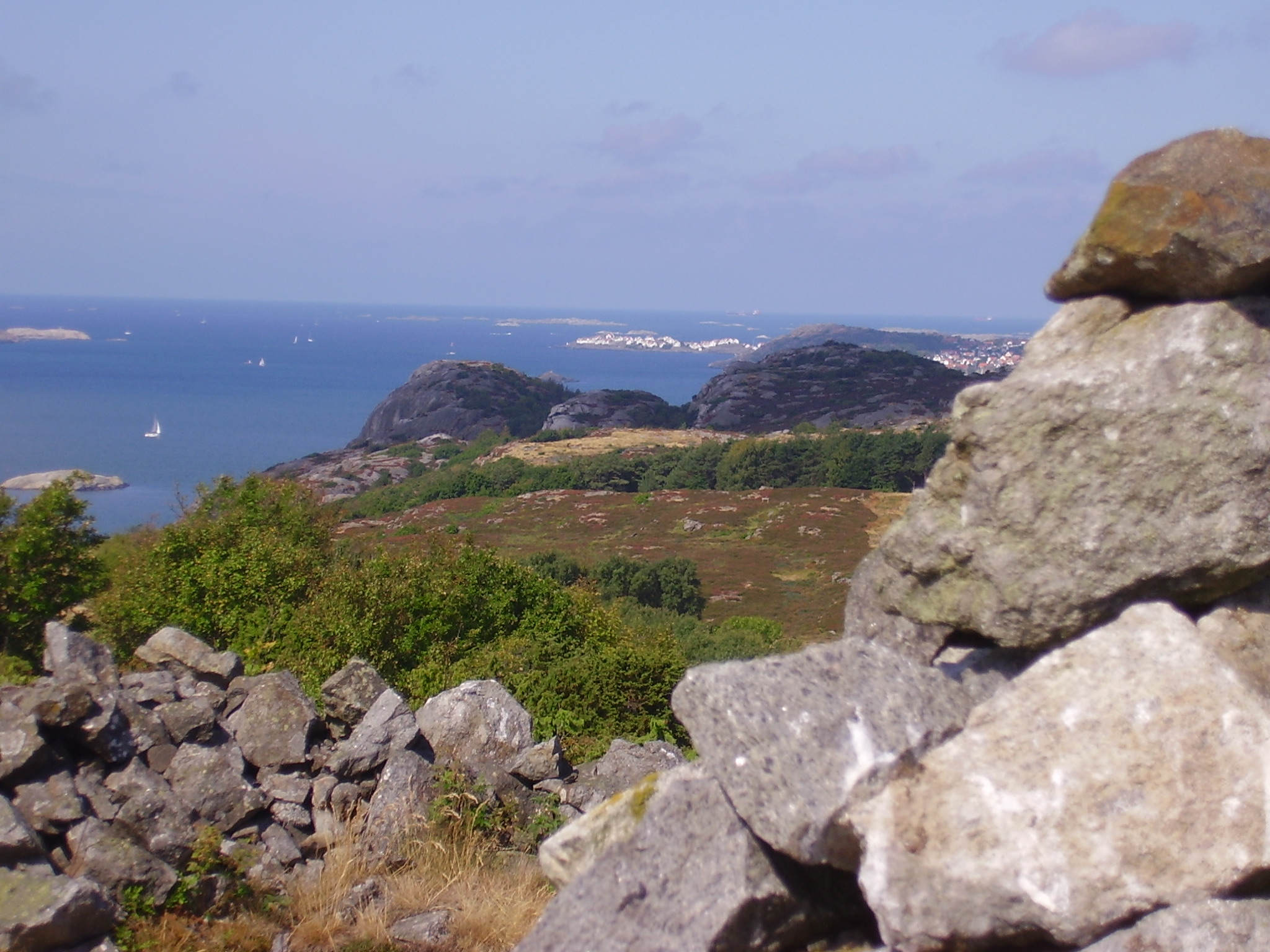
Älgöns platå fotograferad från öster. Bilden visar på öns varierande natur. Till höger i förgrunden syns stenröset på öns högsta topp, därbortom ett område med skog, ännu längre bort den stora ljungheden och längst bort stenlandskapet som slutar i Älgö gavel. Rakt fram i havet ser man Åstol och till höger skymtar Dyrön.

Älgön är en ö i Kungälvs kommun i Bohuslän. Den har ett tjugotal fastboende och ligger vid Hakefjordens avslutning i söder och norr om Älgöfjorden. Ön, som ligger i  Lycke socken, når en högsta höjd på 96 meter över havet och är 3,6 kilometer lång. Hela ön ingår i Älgöns naturreservat.
Namnet Älgön förekommer första gången i skriftliga källor 1528 i formen "Helligøøen". Andra namnformer har varit Elön (1544), Ellöö (1568), Ellöe (1650), Ellgöhn (1659). Den moderna stavningen Älgön är från 1909. Betydelsen av namnet kan vara förekomst av älg på ön eller att Älgö gavel, den branta avslutningen i väster, har liknats vid en älg. Formerna utan g beror troligen på inflytande från danskan.  
Ön ligger utsträckt i öst-västlig riktning i södra delen av Hakefjorden mellan Brattön i öster och Hättan i väster. På den västra delen stupar berget brant ned i havet, (Älgö gavel). På krönet breder Ljungheden ut sig och denna är en av Västsveriges största. Här är landskapet öppet och utsikten fantastisk. Det finns tre bronsåldersrösen och en stensättning från brons- eller järnålder. På södra delen ligger gårdar med slåtterängar samt sommarfastigheter. På ön finns tre mindre gårdar som i dag ej brukas. Spår efter äldre tiders bönder finns utspridda på ön såsom husgrunder odlingsrösen, stenmurar med mera. Östra delen är kuperad med små inklämda slåtterängar. Lämningar efter sillfiskeperioderna finns vid främst Lammholmesund, där skorstenen från guano- och trankokeriet stod, "Älgö piba", men även på Riddertången.
Berggrunden är uppbyggd av yngre vulkaniska bergarter, vilka genombrutit den omgivande gnejsberggrunden. Den dominerande bergarten är grönstensarten norit, som är unik för Bohuslän.